# Министерство широкополосных частот, коммуникаций и цифровой экономики Австралии
Министерство широкополосных частот, коммуникаций и цифровой экономики Австралии (англ. Department of Broadband, Communications and the Digital Economy of Australia) выполняет следующие функции:
- Национальная широкополосная сеть
- Почтовые и телекоммуникационные политики и программы
- Управление использованием спектра частот
- Политика вещания
- Цифровая экономика
- Региональные коммуникации
- Кибербезопасность и электронная безопасность
- Регуляторная реформа и слияния
- Цифровое телевидение

## История
Министерство произошло от прошлого Министерства связи, информационных технологий и искусств, которое было расформировано в 2007 году. Ответственность за искусства была передана в новое Министерство охраны окружающей среды, водных ресурсов, наследия и искусств и ответственность за спорт была передана в Министерство здравоохранения и по делам престарелых.